# Sneekers
Sneekers is het dialect van de stad Sneek in Friesland.
Het is geen variant van het Fries, maar van het Hollands. Het dialect komt sterk overeen met dat van de steden Leeuwarden, Bolsward, Harlingen, Franeker, Stavoren, Dokkum en de dorpen Kollum en Heerenveen, die gezamenlijk als 'Stadsfries' bekendstaan. 
Sterk hierop gelijkende dialecten zijn het Bildts, Midslands op Terschelling en het Amelands, die net als het Stadsfries terug te voeren zijn op Hollandse spreektalen van voor 1700, waarschijnlijk al van voor 1600.

## Geschiedenis
Tot 1900 had het Sneekers een zeker prestige: ook de maatschappelijke bovenlaag sprak Sneekers. Buiten Holland was het aantal sprekers van het Standaardnederlands nog zeer beperkt. Net als in Vlaanderen tot ver na de oorlog het geval was, sprak iedereen thuis nog dialect.
Het dialect zal ontstaan zijn als taal van de elite, maar werd rond 1800 in alle bevolkingslagen gesproken. In Sneek was het Fries toen nauwelijks aanwezig, dit in tegenstelling tot kleinere steden als Bolsward en Dokkum.
In de loop van de twintigste eeuw gleed het dialect snel af in aanzien. Door de druk van scholing, mobiliteit en de media is - zoals overal - de rol van het dialect als omgangstaal veel minder belangrijk geworden. In het geval van Sneek komen daar de sterke instroom van plattelanders en vreemdelingen nog eens bij. Men spreekt tegen onbekenden Nederlands, soms Fries, maar zelden Sneekers.

## Momenteel
Naast de functie als gezinstaal van een snel slinkende groep moedertaalsprekers, heeft het Sneekers vooral een rol als jongerentaal. De jongerentaal is qua woordenschat en zinsbouw sterk vernederlandst, oorspronkelijke Hollandse dialectwoorden worden nauwelijks nog gehoord. Hiermee is het dialect verworden tot een 'sociolect': een taal waarmee jongeren hun identiteit onderstrepen maar die als een uitspraakvariant van de standaard taal moet worden beschouwd, met een paar typerende woorden en zegswijzen als extra accent.

## Kenmerken
Voor veel mensen lijkt het dialect te bestaan uit Hollandse woorden op zijn Fries uitgesproken en met Friese zinsbouw. Zo ontbreken de stemhebbende /v/ en /z/ aan het begin van een woord en worden in plaats daarvan de klanken /f/ en /s/ gebruikt. Ook wordt 'sch' als 'sk' uitgesproken, net als in het Fries. Deze kenmerken zijn echter ook eigen aan het Hollands van boven het IJ, waar de dialecten wel meer overeenkomsten met het Fries hebben. Het dialect moet dan ook gezien worden als Hollands, met wat Friese invloeden.
Typisch Friese invloed in de woordenschat zoals:
- keuning voor koning;
- heuning voor honing;
- seun voor zoon;
- toon voor teen;
- deen voor gedaan.

Net als in het Fries ontbreekt het voorvoegsel 'ge' in voltooid deelwoorden:
- ik hew dit broad op'e markt kocht: ik heb dit brood op de markt gekocht
- ik hew ut goed sien: ik heb het goed gezien.

De woordvolgorde komt overeen met het Fries én Noord-Hollandse dialecten:
- NL laten zien = Sneekers sien late = Fries sjen litte = Westfries sien leite

Persoonlijke voornaamwoorden en werkwoordvervoeging komen overeen met het Fries:
- ik loop
- dou loopst / jou lope (jij loopt / u loopt)
- hij loopt
- wij lope
- jumme lope (jullie lopen)
- sij lope

Hierbij heeft het woordje dou meer nog dan het Friese do een zeer gemeenzame gevoelswaarde. De oudere Sneeker zal daarom in de meeste gevallen jou (u) gebruiken, ook tegen goede bekenden of zelfs de eigen partner. Het gaat wat ver om hier een relatie te zoeken met het 16e-eeuwse Hollands, waar het woordje 'du' een soortgelijke gevoelswaarde had en te min bevonden werd om in de Statenvertaling te worden gebruikt.